# Schiffahrtsgruppe
Die Schiffahrtsgruppe war eine Behörde, die 1916 im Deutschen Kaiserreich eingerichtet wurde und für den militärischen Transport über die Binnenschifffahrtswege zuständig war. Leiter der Behörde – auch der Nachfolgeorganisation Schiffahrtsabteilung – war Kapitänleutnant Wilhelm Ulderup. Zunächst auf die besetzten Gebiete im Osten beschränkt, dehnte die Schiffahrtsabteilung ihre Tätigkeit auf das gesamte Reichsgebiet und alle besetzten Gebiete aus.

## Geschichte

### Gründung der Schiffahrtsgruppe
Nach den ersten beiden Kriegsjahren 1914 und 1915 zeichnete sich ab, dass das deutsche Straßen- und Schienensystem den gewaltigen Anforderungen des Militärs nicht länger gewachsen war. Um vor allem die Eisenbahn zu entlasten, wurde im März 1916 die Gründung der Schiffahrtsgruppe als zentraler Schifffahrtsbehörde für die militärische Truppenversorgung, den Truppentransport und allgemeine Logistik per Wasserweg beschlossen. Die Leitung der Gruppe wurde am 11. Mai 1916 dem Kapitänleutnant Wilhelm Ulderup übertragen, der mit der „Abteilung für Wassertransporte“ im deutsch besetzten Liepāja (zu deutsch Libau), damals russisch, heute Lettland, bereits eine in ihren Aufgaben vergleichbare Dienststelle der Seetransportabteilung des Reichsmarineamt geleitet hatte. Die neugegründete Schiffahrtsgruppe war dem Chef des „Feldeisenbahnwesens“ beim stellvertretenden Generalstab in Berlin, Generalmajor Wilhelm Groener  zugeordnet. Aufgabe der von Berlin aus agierenden Schiffahrtsgruppe sollte gemäß Dienstanweisung die „ausgiebige Ausnutzung der See- und Binnenschifffahrtsstraßen für militärische Zwecke“ sein. Als vorderste Zuständigkeit wurden die Wasserwege „nach und von dem östlichen Kriegsschauplatz“ für den Nach- und Abschub und sonstige Transporte der deutschen „Armeen des Ostens“ festgelegt.   Zugleich war die Ausweitung der Zuständigkeit auf das gesamte Inland des Deutschen Reichs vorgesehen. Ziel war eine Entlastung der Eisenbahn und die Gewährleistung der Truppenversorgung, aber auch der Abtransport von Rohstoffen. Während mit der Schiffahrtsgruppe die militärische Transportschifffahrt im Osten behördlich zentral gesteuert werden konnte, waren solche einheitlichen Strukturen für die deutsch besetzten Gebieten im Westen zunächst nicht vorhanden. Erst gegen Ende des Jahres 1916 setzte sich hier sich die „Militär-Kanaldirektion“ in Brüssel als zentrales Organ in Belgien und Frankreich durch.

### Transportkrise
Im Zuge der „Transportkrise“ in der zweiten Jahreshälfte 1916, die bis ins Frühjahr 1917 andauern sollte, wuchsen die Aufgaben und Kompetenzen der Behörde. Die Schiffahrtsgruppe organisierte und vereinheitlichte schrittweise den Transport kriegswirtschaftlich wichtiger Güter wie Kohle u. Ä. auf den verschiedenen deutschen Binnenschifffahrtswegen, zunächst dem Rhein, Elbe und Oder. Dabei arbeitete die Schiffahrtsgruppe mit verschiedenen Kriegsrohstoff- und Kriegsgesellschaften und mit den großen Reedereieiunternehmen und Kleinschiffern zusammen, die Ulderup von der Bildung regional geordneter Betriebsverbände bzw. Kriegsvereinigungen zu überzeugen suchte. Am wichtigsten war unter letzteren die „Allgemeinen Verfrachtungsstelle Rheinschiffahrt GmbH“, die den Kohle-, Eisen-, Stahl- und Truppentransport auf dem Rhein regelte; ähnliche Allgemeinen Verfrachtungsstellen wurden im Märkischen und entlang der Oder und Elbe gebildet. Die Schiffahrtsgruppe gewann stark an behördlichem Umfang. Sie unterhielt Stützpunkte in Form von Nebenstellen und Schifffahrtsbeauftragten im Einzugsgebiet der Wasserstraßen im deutschen Ost- und Südosteuropa sowie auf dem Gebiet des Deutschen Reichs. Für den Abtransport von Erdöl und Getreide aus dem eroberten Rumänien wurde ferner als Unterorganisation die „Schiffahrtsgruppe Donau“ mit Sitz in Wien und Außenstellen in Bulgarien, Serbien und Ungarn gegründet. Aufgrund der Transportkrise setzte sich in der Obersten Heeresleitung insgesamt die Auffassung durch, dass nur eine straffe Zentralisierung und die Ausnutzung bisher ungenutzter Kräfte, Entlastung bringen konnten. Im Herbst 1916 trat das Hindenburg-Programm zur totalen Mobilisierung für den totalen Krieg in Kraft. Hierfür wurde das „Preußische Kriegsamt“ unter Wilhelm Groener gegründet. Dieses war zuständig für Wirtschaft und Transportwesen. Die Schiffahrtsgruppe blieb aber dem Feldeisenbahnwesen untergeordnet, das in der Nachfolge Groeners ab dem 1. November 1916 von Erich von Oldershausen geleitet wurde.

### Mehr Befugnisse der Schiffahrtsabteilung
Im März 1917 wurde die Schiffahrtsgruppe zur Schiffahrtsabteilung erhoben. Leiter blieb Ulderup. Alle noch bestehenden deutschen Schifffahrtsorganisationen wurden aufgelöst oder der Schiffahrtsabteilung unterstellt. Eine der neuen Hauptaufgaben war der Kapazitätenausgleich, was heißt, dass Überkapazitäten von der Elbe in die Ostgebiete geschickt wurden und winteruntaugliche Boote im Winter in wärmeren Gefilden zum Einsatz kamen. Bis 1918 wuchs die Schiffahrtsabteilung zu einer Behörde mit zwölf administrativen „Gruppen“ heran, damit einher ging ein Zuwachs des Budgets und der Mitarbeiter. Rund 4300 Mitarbeiter zählte die Organisation 1917/18.  Bis zum Kriegsende 1918 hatte sich die Schiffahrtsabteilung zu einer „gewaltigen Organisation“ entwickelt, deren Einfluss sich über halb Europa erstreckte. Sie reichte von der estnischen Stadt Tartu bis zum Rhein-Marne-Kanal und von Sylt bis ans Schwarze Meer.

### Die Organisation in der Nachkriegszeit
Mit dem Waffenstillstand am 11. November 1918 und dem Ende des Ersten Weltkriegs änderte sich die Situation für die Schiffahrtsabteilung grundlegend. Sie wurde dem „Reichsamt für wirtschaftliche Demobilmachung“ zugeordnet und bekam ganz andere Aufgaben: Überführung des Binnen- und Küstenschifffahrtswesens vom Kriegs- zum Friedenszustand, Sicherstellung der Rohstoffversorgung der Industrie, Rückführung deutscher Truppen aus dem Osten ins Reich und Heimbringung der alliierten und deutschen Kriegsgefangenen. Auch die Lebensmittelversorgung der Städte entlang Rhein und Ruhr gehörte zu ihren Aufgaben.  Per Kabinettsbeschluss vom 26. September 1919 wurde die Schiffahrtsabteilung mit Wirkung zum 1. Oktober dem Reichsverkehrsministerium als eine selbstständige Abteilung unterstellt. Am 1. April 1921 wurde die Schiffahrtsabteilung aufgelöst. Wilhelm Ulderup hatte bereits am 1. November 1920 seinen Abschied genommen. In der Rückschau bezeichnete er die von ihm organisierte Schiffahrtsabteilung als einen Reedereibetrieb von 50 Seeschiffen und 500 Binnenschiffen, die dem Feld-Eisenbahnwesen angegliedert war.